# Kibboets

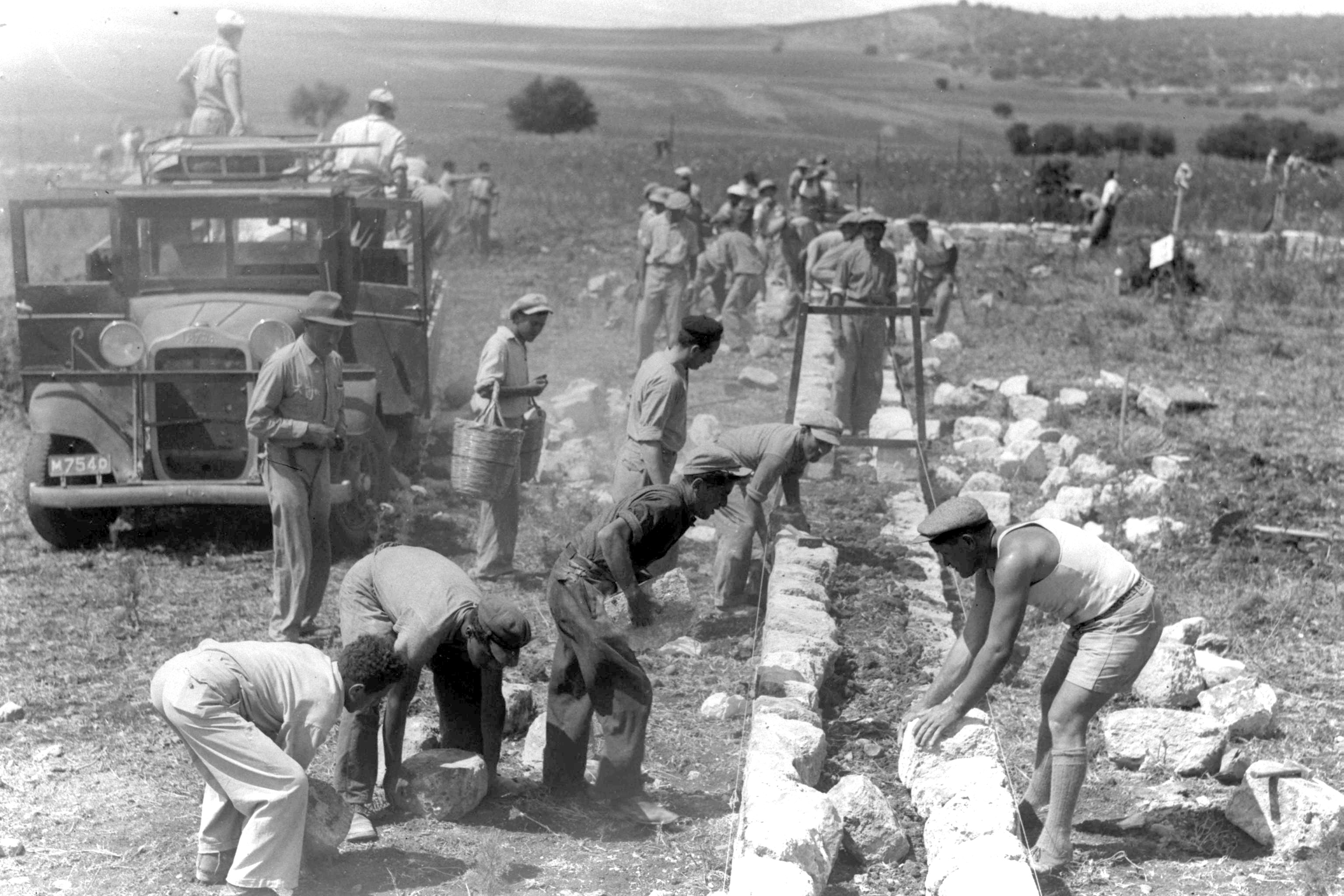
Kibboets Alonim in 1938

Het Hebreeuwse woord kibboets (Hebreeuws: קיבוץ) betekent in het Nederlands kolonie van pioniers. Het was een collectieve landbouwnederzetting in Israël. De eerste kibboets, Degania Alef, werd in 1909/10 opgericht in Palestina door Oost-Europese Joden, tien jaar voor het begin van het Britse mandaat over Palestina.
De kibboets was de oogappel van het overwegend socialistische en voluntaire Joods-Palestijnse bestuur, vanwege de verregaande toepassing van socialistische principes. Dit vooral ook in vergelijking met de coöperatieve mosjav. De ideologische grondslag voor het kibboetsmodel is onder andere te herleiden tot de gedachten van de sociaal-anarchist Peter Kropotkin en diens concept van het 'industriële dorp', de kleine gemeenschap waarin industrie en landbouw samengingen. Als andere invloeden zijn Leo Tolstoj (terugkeer naar de natuur), Gustav Landauer (organische opbouw van de gemeenschap) en Martin Buber die de ideeën van Landauer combineerde met Joods nationalisme. Hevige discussies werden in de kibboetsbeweging gevoerd over bijvoorbeeld de voorbeeldfunctie van de Sovjet-Unie, dat ook het collectivisme bevorderde (in kolchozen en sovchozen).
Zowel mannen als vrouwen werden, zolang er niet sterk gemechaniseerd was, ingezet bij de zware fysieke arbeid in de landbouw. Van kleding (in extreme gevallen) tot woning was vrijwel alles gezamenlijk bezit. Kinderen woonden van zeer jongs af aan in leefgroepen in  kinderhuizen. Alle maaltijden werden gezamenlijk genoten. 
In de 21e eeuw is de mate van collectivisme in de meeste kibboetsen drastisch verminderd. Kinderhuizen bestaan niet meer en maaltijden worden ook thuis genuttigd. Sommige kibboetsen hebben de gezamenlijke eetzaal geheel opgeheven. Bij enkele kibboetsen is het coöperatief bedrijf ontbonden, meestal wegens het oplopen van schulden. Die nederzettingen zijn nu 'gewone' dorpen.

## Breuk met het verleden
De Joodse immigranten uit Oost-Europa die rond 1905 in Palestina aan land gingen om het land te bewerken en die spoedig kibboetsen gingen oprichten zagen zich als pioniers, als Joodse idealisten die een nieuwe seculiere samenlevingsvorm in het leven gingen roepen. Zij meenden dat hun nieuwe land (Palestina) vrijwel onbewoond was. Zij zagen de bewoners niet, hadden er geen oog voor. Hoogstens waren het "plunderende benden", tegen wie men zich moest verdedigen. Zelfs nog in 1973 schrijven Rosenfeld, Hanegbi en Segal in hun boek over "De Kibboets" over hen: Zij vonden een achtergebleven gebied in een stervend Ottomaans keizerrijk... Zij vonden een vrijwel onbewoond, verlaten land, waarin moeraskoorts, malaria en andere ziekten heersten. Ze waren jong, idealistisch en brandden van verlangen om een einde te maken aan de ballingschap en hun vroegere vaderland weer op te bouwen. Werkelijke revolutionairen waren het, want zij geloofden dat iedere Jood die als het ware een persoonlijke revolutie beleeft, daaruit herboren tevoorschijn komt. Ze geloofden dat een bundeling van deze revoluties een nationale revolutie teweeg zou brengen. Ze hadden één droom, één beeld voor ogen: het verzamelen van de ballingen in het beloofde land... A.D. Gordon werd hun voorbeeld, de uitdrager van de "religie van het werken"  (Y. Hanegbi).